# Fiktivní dokument
Fiktivní dokument je hraný film, který využívá prvky typické pro dokumentární film ve snaze přesvědčit diváka, že se jedná o realitu, nikoli fiktivní (hraný) příběh.
Příklady:
- Rok ďábla (režie: Petr Zelenka)
- Mňága - Happy End (režie: Petr Zelenka)
- Na dně šuplíku (režie: Ondřej Svoboda)
- Cannibal Holocaust (režie: Ruggero Deodato)
- The Blair Witch Project (režie: Eduardo Sánchez, Daniel Myrick)
- Paranormal Activity (režie: Oren Peli)
- Borat: Nakoukání do amerycké kultůry na obědnávku slavnoj kazašskoj národu (režie: Larry Charles)

Například u filmu Cannibal Holocaust bylo efektu dosaženo natolik, že tvůrci museli herce přivést na tiskovou konferekci, aby dokázali, že se jednalo pouze o fikci a že nebyli herci během filmu skutečně snědeni kanibaly.
Většina těchto filmů má velice malý rozpočet (The Blair Witch Prject, Paranormal Activity) v řádu pár desítek tisíc dolarů. Přesto jejich tržby dosahují mnoha milionů.
The Blair Witch Project je v poměru náklady-tržba stále nejvýdělečnějším filmem historie (náklady 22000USD, tržby 240,5 milionu USD)